# Theizé
Theizé este o comună în departamentul Rhône din sud-estul Franței. În 2009 avea o populație de 1.046 de locuitori.

## Evoluția populației
| An        | 1975 | 1982 | 1990 | 1999 | 2006  | 2009  |
| --------- | ---- | ---- | ---- | ---- | ----- | ----- |
| Populație | 781  | 874  | 915  | 999  | 1.038 | 1.046 |